# Pero latifascia
Pero latifascia là một loài bướm đêm trong họ Geometridae.